# Małgorzata Puchalska-Wasyl
Małgorzata Puchalska-Wasyl – polska psycholog, doktor hab., profesor nadzwyczajny Katolickiego Uniwersytetu Lubelskiego.

## Życiorys
18 czerwca 2004 otrzymała stopień doktora psychologii w Katolickim Uniwersytecie Lubelskim Jana Pawła II na podstawie pracy pt. Psychologiczna analiza wewnętrznych dialogów. Badania na gruncie teorii H. Hermansa. Habilitację uzyskała 15 grudnia 2016 na tej samej uczelni na podstawie dorobku naukowego i pracy pt. Wewnętrzne dialogi - charakterystyka, funkcje, uwarunkowania. Obecnie pracuje na stanowisku profesora nadzwyczajnego w Katedrze Psychologii Osobowości Instytutu Psychologii KUL.
Jej zainteresowania naukowe koncentrują się wokół problematyki dialogowości ludzkiego Ja, a szczególnie dotyczą: fenomenu wewnętrznych dialogów – jego osobowościowych uwarunkowań i pełnionych funkcji; zjawisk integracji i konfrontacji w wewnętrznych dialogach; dialogowej natury ludzkiego myślenia i jej związków z twórczością; zniekształceń pamięci w kontekście zjawisk dialogowych.

## Nagrody
- Nagroda Ministra Edukacji Narodowej (1998/1999)
- Nagroda Rektora KUL (2005, 2007)
- Nagroda w konkursie Monografie Fundacji na rzecz Nauki Polskiej (2004, 2006)
- Nagroda im. Prof. Josepha B. Sidowskiego za publikacje opublikowane na liście JCR (2014, 2015, 2017, 2018, 2019)
- Zespołowa nagroda Rektora KUL II stopnia za wybitną działalność organizacyjno-społeczną i popularyzację nauki (2016)
- Nagroda Rektora KUL za wyróżniającą się pracę habilitacyjną (2017)[3]

## Wybrane publikacje
- Puchalska-Wasyl, M.,  Oleś, P., & Hermans, H. J. M. (Eds.). (2018). Dialogical Self: Inspirations, considerations, and research. Lublin: Towarzystwo Naukowe KUL.
- Puchalska-Wasyl, M. (2016). Nasze wewnętrzne dialogi: O dialogowości jako sposobie funkcjonowania człowieka (wyd. 2, zmienione). Toruń: Wydawnictwo Naukowe Uniwersytetu Mikołaja Kopernika
- Oleś, P. K. i Puchalska-Wasyl, M. (red.). (2011). Dialog z samym sobą. Warszawa: Wydawnictwo Naukowe PWN.
- Puchalska-Wasyl, M. (2006). Nasze wewnętrzne dialogi: O dialogowości jako sposobie funkcjonowania człowieka. Wrocław: Wydawnictwo Uniwersytetu Wrocławskiego[3].